# Лаза (Болцано)
Лаза (итал. Lasa) је насеље у Италији у округу Болцано, региону Трентино-Јужни Тирол.
Према процени из 2011. у насељу је живело 2032 становника. Насеље се налази на надморској висини од 868 м.

## Становништво
| 1931. | 1936. | 1951. | 1961. | 1971. | 1981. | 1991. | 2001. | 2011. |
| ----- | ----- | ----- | ----- | ----- | ----- | ----- | ----- | ----- |
| 3.191 | 3.232 | 3.111 | 3.371 | 3.526 | 3.460 | 3.514 | 3.700 | 3.932 |